# Prisons d'enfants
Pour plus de détails, voir Fiche technique et Distribution.

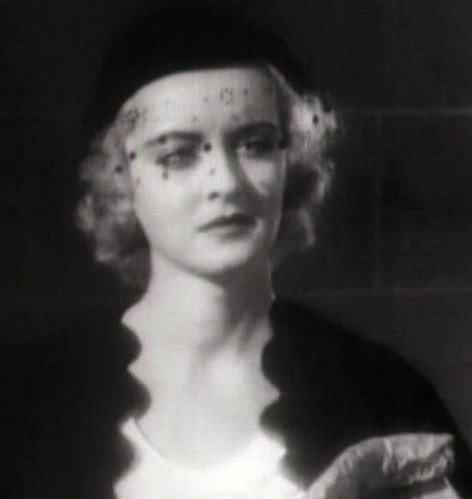
Bette Davis

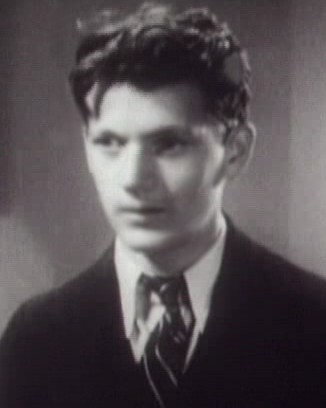
Junior Durkin

Prisons d'enfants (Hell's House) est un film américain en noir et blanc réalisé par Howard Higgin, sorti en 1932.

## Synopsis
Durant la Prohibition, Jimmy, un jeune orphelin de 15 ans, se retrouve en maison de correction pour avoir protégé un contrebandier. Condamné pour trois ans, Jimmy tente de se faire une place parmi les détenus.

## Fiche technique
- Titre : Prisons d'enfants
- Titre original : Hell's House
- Réalisation : Howard Higgin
- Adaptation et scénario : Paul Gangelin et B. Harrison Orkow, d'après une histoire d'Howard Higgin
- Photographie : Allen G. Siegler
- Montage : Edward Schroeder
- Direction artistique : Edward C. Jewell
- Production : B.F. Zeidman (non crédité)
- Société de production : B.F. Zeidman Productions Ltd.
- Société de distribution : Capitol Film Exchange
- Pays de production :  États-Unis
- Langue : anglais
- Format : noir et blanc — son : mono (RCA Photophone System)
- Genre : drame
- Durée : 72 minutes
- Dates de sortie : 
  - États-Unis : 30 janvier 1932
  - France : 10 mars 1933

## Distribution
- Bette Davis : Peggy Gardner
- Pat O'Brien : Matt Kelly
- Junior Durkin : Jimmy Mason
- Frank Coghlan Jr. : Shorty
- Emma Dunn : Emma Clark
- Charley Grapewin : Henry Clark
- Morgan Wallace : Frank Gebhardt
- Hooper Atchley : Captain Of The Guard
- Wallis Clark : Juge Robinson
- James A. Marcus : Superintendent Charles Thompson